# Грбови рејона Смоленске области
Грбови рејона Смоленске области обухвата галерију грбова административних јединица руске области Смоленске области, са статусом градских округа и рејона, те њихове историјске грбове (уколико их има).
Већина грбова настала је након успостављања Руске Федерације и Смоленске области, као њеног саставног субјекта.

## Грбови округа и рејона
- 1 — Грб рејона 
 Велишки
- 2 — Грб рејона 
 Вјаземски
- 3 — Грб рејона 
 Гагарински
- 4 — Грб рејона 
 Глинкавички
- 5 — Грб рејона 
 Демидовски
- 6 — Грб рејона 
 Дорогобушки
- 7 — Грб рејона 
 Духовшчински
- 8 — Грб рејона 
 Јељнински
- 9 — Грб рејона 
 Јершички
- 10 — Грб рејона 
 Кардимовски
- 11 — Грб рејона 
 Красњенски
- 12 — Грб рејона 
 Монастиршчински
- 13 — Грб рејона 
 Новодугиншки
- 14 — Грб рејона 
 Починковски
- 15 — Грб рејона 
 Рослављански
- 16 — Грб рејона 
 Рудњански
- 17 — Грб рејона 
 Сафоновски
- 18 — Грб рејона 
 Смоленски
- 19 — Грб рејона 
 Сичјовски
- 20 — Грб рејона 
 Тјомкиншки
- 21 — Грб рејона 
 Угрански
- 22 — Грб рејона 
 Хиславички
- 23 — Грб рејона 
 Холм Жирковски
- 24 — Грб рејона 
 Шумјачки
- 25 — Грб рејона 
 Јарцевски